# Rebelião das Alpujarras
A Rebelião das Alpujarras, por vezes também conhecida como Guerra ou Revolta dos Mouriscos, foi um conflito que ocorreu na Espanha entre 1568 e 1571, durante o reinado de Filipe II.
A abundante população mourisca do reino cristão de Granada alçou-se contra a Pragmática de 1567, que ordenava aos mouriscos deixarem de usar tanto o árabe quanto os seus costumes sociais e religiosos. Quando o poder real conseguiu vencer os sublevados, os mouriscos  (cerca de 84 000) foram deportados do reino de Granada e espalhados por vários pontos da Coroa de Castela.

## Contexto
Após a entrega de Granada aos Reis Católicos e sem respeito pelas capitulações que garantiam a liberdade e segurança da população mourisca, começou esta a ser alvo de perseguições tanto religiosas como civis.
"O mourisco era -  segundo a opinião geral- um indivíduo inculto e até mesmo limitado que ocupava, pela sua teimosia, o último grau da escala social […]
Os sábios, os juízes e santões daquela comunidade eram desprezados pelos prelados, letrados e homens de caneta da época de Carlos I e Filipe II. E a plebe urbana mourisca com frequência foi ridicularizada e alfinetada"—  CARO BAROJA

## Desencadeante
Pedro de Deza, presidente da Audiência de Granada, promulgou a 1.º de janeiro de 1567 um édito proclamando a pragmática, que ordenava aos mouriscos deixarem de usar tanto o árabe quanto os seus costumes sociais e religiosos, e que adotassem uma vestimenta castelhana. Pragmáticas similares emitidas no passado foram ignoradas, mas esta vez era mais provável que se obrigasse cumprir, com a Audiência nas mãos dos inimigos de Mondéjar e com a perda de influência na corte do marquês, não cabia esperar qualquer graça.
Nos meses seguintes os mouriscos dispuseram-se a negociar.  Os seus representantes, Jorge de Baeza e Francisco Núñez Muley, defendiam que as tradições perseguidas pelo édito não eram incompatíveis com a doutrina cristã e que o comércio, principal atividade econômica mourisca atrás da agricultura, podia ficar afetado, com a conseguinte diminuição da renda real. Estes argumentos, que funcionaram em negociações similares à época de Carlos I, não o fizeram nesta ocasião.

## Estouro da revolta
Após um ano de infrutíferas negociações, a população mourisca granadina alçou-se em armas em 1568. Não receberam muito apoio na capital, mas a rebelião estendeu-se depressa pelas aldeias das Alpujarras, em Serra Nevada.  A rebelião foi muito sangrenta, especialmente entre a povoação civil.
A revolta mourisca era chefiada por Fernando de Válor, que foi proclamado rei perto de Narila e tomou o nome de Aben-Humeya (ou Aben Omíada, por se declarar descendente da dinastia do Califado de Córdova). Farax Aben Farax, um dos seus seguidores, foi designado alguazil-mor do rei. Em 1569 Aben-Humeya foi assassinado, ocupando o seu posto como rei o seu primo Aben Aboo.
A revolta, que começou com incursões e emboscadas,  contava com mais de 30 000 mouriscos, e surpreendeu a Filipe II com a maioria dos seus terços nos Países Baixos.
Frente do grave aspecto que tomava a revolta, o rei destituiu o marquês de Mondéjar como Capitão-General de Granada e nomeou no seu lugar o seu meio-irmão D. João de Áustria, o qual, com um exército regular trazido da Itália e do levante espanhol, assume o comando da operação em dezembro de  1569. A guerra passou então a uma fase  de grande crueldade.
A ajuda dos muçulmanos provenientes do estrangeiro — havia cerca de 4000 Turcos e Berberes em 1570 — não foram suficientes para manter a rebelião.
Em agosto de 1570, três representantes mouriscos reuniram-se com o secretário de dom Juan, convindo em render-se. Dom João de Áustria conseguia finalmente sufocar a revolta, com severidade e com grande derramamento de sangue em 1571. É qualificada por alguns autores como a guerra mais brutal na Europa no século XVI.

## Consequências
Sufocada a revolta, os cerca de 50 000 mouriscos de Granada  (84 000 segundo outras fontes) que sobreviveram e afirmaram estarem dispostos a viver realmente o cristianismo foram expulsos dos seus locais de origem e espalhados pela Coroa de Castela, especialmente pela Andaluzia Ocidental e por Castela, para evitar outra rebelião.
A revolta aumentou ainda mais a desconfiança para os mouriscos, recrudescendo-se a repressão.
A segurança conseguida com a dispersão dos mouriscos tornou um problema local andaluz em um problema que afetava agora toda a Castela. Os mouriscos, espalhados pelas cidades e povoações de Castela, já não constituíam um perigo militar, mas esta ubiquidade criou problemas sociais. Finalmente, em 1609, Filipe III decretou a total expulsão dos mouriscos espanhóis.